# Cristóbal de Beña
Cristóbal de Beña (ur. 1777 w Madrycie, zm. 1833 tamże) – hiszpański poeta.
Niewiele jest informacji o tym poecie. Urodził się w Madrycie. Poznał doskonale literaturę angielską i francuską. Kiedy wybuchła wojna o niepodległość Hiszpanii był jednym z redaktorów Memorial Literario w Madrycie wraz z braćmi José María i Mariano Carnerero oraz lekarzem Andrésem Moyą Luzuriagą. W 1808 r. opublikował 11-stronicową „Odę do triumfu Saragossy” w drukarni Benito Cano w Madrycie. Będąc liberałem, brał udział w przygotowaniu konstytucji z 1812 roku w Kadyksie i współpracował z tamtejszą gazetą Tertulia Patriótica. Zyskał sławę jako poeta improwizator. W tym czasie zawarł znajomość z politykiem i poetą Ángelem de Saavedrą. Udał się do Londynu jako żołnierz w towarzystwie swojego przełożonego, szkockiego generała Johna Downie. W Londynie w 1813 Beña wydał swoje bajki: Fábulas políticas, dzieło opowiadające się za egalitarnym społeczeństwem. Po powrocie rozprowadził londyńskie wydanie w Hiszpanii, które w 1815, pod rządami absolutysty Ferdynanda VII, nakazano zarekwirować, a autor został pozwany. Dzieło trafiło także do Indeksu ksiąg zakazanych Kościoła Katolickiego. W czasie Trzylecia liberalnego jego matka zażądała zwrotu zarekwirowanego wydania i uzyskała je 2 kwietnia 1821. Bajki zostały wydane ponownie w trzech drukarniach w Madrycie w 1820, a także w Barcelonie i Walencji w 1822 wraz z kilkoma bajkami La Fontaine’a.
Beña opublikował również zbiór wierszy La lyra de la libertad. Poesías patrióticas napisany w czasie wojny niepodległościowej i wydany w Londynie w 1813.

## Wybrane dzieła
- Fábulas políticas (Londyn, McDowall, 1813)
- La lyra de la libertad. Poesías patrióticas (Londyn, 1813)
- Memorias y campañas de Carlos Juan, príncipe real de Suecia (Madryt, 1815)